# Coursetia rostrata
Coursetia rostrata är en ärtväxtart som beskrevs av George Bentham. Coursetia rostrata ingår i släktet Coursetia, och familjen ärtväxter. Inga underarter finns listade i Catalogue of Life.